# Duits eenheidsteam op de Olympische Winterspelen 1956
Tijdens de Olympische Winterspelen van 1956, die in Cortina d'Ampezzo (Italië) werden gehouden, nam Duitsland voor de vijfde keer deel.
Het Duitse eenheidsteam bestond uit 52 sporters uit de Bondsrepubliek en 11 sporters uit de DDR.

## Medailleoverzicht
| Sport          | Olympiër      | Discipline       | Medaille |
| -------------- | ------------- | ---------------- | -------- |
| Alpineskiën    | Ossi Reichert | reuzenslalom (v) | Goud     |
| Schansspringen | Harry Glaß    | mannen           | Brons    |

## Deelnemers en resultaten

### Alpineskiën
| Olympiër          | Discipline       | Resultaat | Prestatie                      |
| ----------------- | ---------------- | --------- | ------------------------------ |
| Sepp Behr         | afdaling (m)     | 12e       | 3.07,7 (+15,5)                 |
| Sepp Behr         | reuzenslalom (m) | 8e        | 3.11,4 (+11,3)                 |
| Sepp Behr         | slalom (m)       | dq        | diskwalificatie                |
| Hans-Peter Lanig  | afdaling (m)     | 5e        | 2.59,8 (+7,6)                  |
| Hans-Peter Lanig  | reuzenslalom (m) | 7e        | 3.08,6 (+8,5)                  |
| Beni Obermüller   | reuzenslalom (m) | 48e       | 3.42,9 (+42,8)                 |
| Beni Obermüller   | slalom (m)       | 9e        | 3.27,5 (+12,8) 1.32,3+1.55,2   |
| Pepi Schwaiger    | reuzenslalom (m) | 26e       | 3.23,5 (+23,4)                 |
| Pepi Schwaiger    | afdaling (m)     | 20e       | 3.22,2 (+30,0)                 |
| Rochus Wagner     | slalom (m)       | 34e       | 4.17,4 (+1.02,7) 1.48,7+2.28,7 |
| Karl Zillibiller  | afdaling (m)     | 19e       | 3.21,6 (+29,4)                 |
| Karl Zillibiller  | slalom (m)       | 25e       | 4.00,2 (+45,5) 1.36,6+2.23,6   |
|                   |                  |           |                                |
| Annemarie Buchner | afdaling (v)     | dq        | diskwalificatie                |
| Annemarie Buchner | reuzenslalom (v) | 27e       | 2.05,0 (+8,5)                  |
| Annemarie Buchner | slalom (v)       | 21e       | 2.18,5 (+26,2) 1.01,7+1.16,8   |
| Hannelore Glaser  | afdaling (v)     | 29e       | 1.54,7 (+14,0)                 |
| Hannelore Glaser  | reuzenslalom (v) | 19e       | 2.02,7 (+6,2)                  |
| Hannelore Glaser  | slalom (v)       | 14e       | 2.04,7 (+12,4) 1.01,8+1.02,9   |
| Ossi Reichert     | afdaling (v)     | 20e       | 1.52,3 (+11,6)                 |
| Ossi Reichert     | reuzenslalom (v) | Goud      | 1.56,5                         |
| Ossi Reichert     | slalom (v)       | dq        | diskwalificatie                |
| Marianne Seltsam  | reuzenslalom (v) | 12e       | 2.01,4 (+4,9)                  |
| Marianne Seltsam  | slalom (v)       | dq        | diskwalificatie                |
| Sonja Sperl       | afdaling (v)     | 32e       | 1.57,8 (+17,1)                 |

### Bobsleeën
| Olympiër                                                       | Discipline                 | Resultaat | Prestatie                                                |
| -------------------------------------------------------------- | -------------------------- | --------- | -------------------------------------------------------- |
| Hans Rösch Lorenz Nieberl                                      | 2-mansbob (m) Duitsland I  | 9e        | 5.41,34 (+11,20) (1.26,92 / 1.24,08 / 1.25,21 / 1.25,13) |
| Andreas Ostler Hans Hohenester                                 | 2-mansbob (m) Duitsland II | 8e        | 5.40,13 (+9,99) (1.24,63 / 1.24,89 / 1.25,07 / 1.25,54)  |
| Hans Rösch Michael Pössinger Lorenz Nieberl Sylvester Wackerle | 4-mansbob (m) Duitsland I  | 6e        | 5.18,02 (+7,58) (1.18,61 / 1.19,04 / 1.19,43 / 1.20,94)  |
| Franz Schelle Jakob Nirschl Hans Henn Edmund Koller            | 4-mansbob (m) Duitsland II | 8e        | 5.18,50 (+8,06) (1.19,03 / 1.18,84 / 1.19,31 / 1.21,32)  |

### Kunstrijden
| Olympiër                   | Discipline | Resultaat | Prestatie                 |
| -------------------------- | ---------- | --------- | ------------------------- |
| Tilo Gutzeit               | mannen     | 10e       | pc. 90,0; 141,080 punten  |
| Rose Pettinger             | vrouwen    | 10e       | pc. 101,0; 152,040 punten |
| Marika Kilius Franz Ningel | paarrijden | 4e        | pc. 35,5; 10,980 punten   |

### Langlaufen
| Olympiër                                            | Discipline            | Resultaat | Prestatie                                        |
| --------------------------------------------------- | --------------------- | --------- | ------------------------------------------------ |
| Helmut Hagg                                         | 15 km (m)             | 46e       | 56.50 (+7.11)                                    |
| Rudi Kopp                                           | 15 km (m)             | 31e       | 54.31 (+4.52)                                    |
| Erich Lindenlaub                                    | 30 km (m)             | 33e       | 1:58.30 (+14.24)                                 |
| Hermann Möchel                                      | 30 km (m)             | 30e       | 1:56.34 (+12.28)                                 |
| Werner Moring                                       | 30 km (m)             | 40e       | 2:00.55 (+16.49)                                 |
| Werner Moring                                       | 50 km (m)             | 20e       | 3:20.32 (+30.05)                                 |
| Siegfried Weiß                                      | 15 km (m)             | 29e       | 54.29 (+4.50)                                    |
| Kuno Werner                                         | 15 km (m)             | 27e       | 54.18 (+4.39)                                    |
| Kuno Werner Siegfried Weiß Rudi Kopp Hermann Möchel | 4x10 km estafette (m) | 10e       | 2:26.37 (+11.07) (36.19 / 37.21 / 36.35 / 36.22) |
|                                                     |                       |           |                                                  |
| Else Amann                                          | 10 km (v)             | 20e       | 42.22 (+4.11)                                    |
| Sonnhilde Hausschild                                | 10 km (v)             | 20e       | 42.22 (+4.11)                                    |
| Elfriede Uhlig                                      | 10 km (v)             | 26e       | 43.15 (+5.04)                                    |
| Rita Czech-Blasl                                    | 10 km (v)             | 29e       | 43.51 (+5.40)                                    |
| Elfriede Uhlig Else Amann Sonnhilde Hausschild      | 3x5 km estafette (v)  | 7e        | 1:15.33 (+6.32) (25.11 / 25.11 / 25.11)          |

### Noordse combinatie
| Olympiër          | Discipline | Resultaat | Prestatie                                                                |
| ----------------- | ---------- | --------- | ------------------------------------------------------------------------ |
| Helmut Böck       | mannen     | 19e       | 418,700 punten schans: 190,0 (66,0+66,5+65,5 m) 15 km: 228,700 (59.13)   |
| Heinz Hauser      | mannen     | 21e       | 417,900 punten schans: 195,0 (64,5+71,0+67,5 m) 15 km: 222,900 (1:00.43) |
| Gerhard Glaß      | mannen     | 24e       | 412,600 punten schans: 203,5 (72,0+72,5+72,5 m) 15 km: 209,100 (1:04.17) |
| Herbert Leonhardt | mannen     | 28e       | 396,600 punten schans: 177,0 (56,0+62,0+62,0 m) 15 km: 219,600 (1:01.34) |

### Schaatsen
| Olympiër       | Discipline   | Resultaat | Prestatie       |
| -------------- | ------------ | --------- | --------------- |
| Hans Keller    | 1500 m (m)   | 35e       | 2.18,1 (+9,5)   |
| Hans Keller    | 5000 m (m)   | 30e       | 8.24,5 (+35,8)  |
| Hans Keller    | 10.000 m (m) | 21e       | 17.27,7 (+51,8) |
| Helmut Kuhnert | 500 m (m)    | 34e       | 44,0 (+3,8)     |
| Helmut Kuhnert | 5000 m (m)   | 9e        | 8.04,3 (+15,6)  |
| Helmut Kuhnert | 10.000 m (m) | 10e       | 17.04,6 (+28,7) |

### Schansspringen
| Olympiër      | Discipline | Resultaat | Prestatie                  |
| ------------- | ---------- | --------- | -------------------------- |
| Harry Glaß    | mannen     | Brons     | 224,5 punten (83,5+80,5 m) |
| Max Bolkart   | mannen     | 4e        | 222,5 punten (80,0+81,5 m) |
| Werner Lesser | mannen     | 8e        | 210,0 punten (77,5+77,5 m) |
| Sepp Kleisl   | mannen     | 26e       | 189,0 punten (73,0+71,0 m) |

### IJshockey
| Olympiër | Discipline | Resultaat | Prestatie |
| --- | ---------- | --------- | --- |
| Ulli Jansen Alfred Hoffmann Toni Biersack Bruno Guttowski Martin Beck Paul Ambros Karl Bierschel Kurt Sepp Markus Egen Ernst Trautwein Rudolf Pittrich Hans Huber Arthur Endress Reiner Kossmann Hans Rampf Martin Zach Günther Jochems | mannen     | 6e        | voorronde groep A: 0 - 4 Duitsland - Canada 2 - 2 Duitsland - Italië 7 - 0 Duitsland - Oostenrijk finaleronde: 2 - 7 Duitsland - Verenigde Staten 0 - 8 Duitsland - Sovjet-Unie 0 - 10 Duitsland - Canada 3 - 9 Duitsland - Tsjecho-Slowakije 1 - 1 Duitsland - Zweden |

Australië · België · Bolivia · Bulgarije · Canada · Chili · Duits eenheidsteam · Finland · Frankrijk · Griekenland · Groot-Brittannië · Hongarije · IJsland · Iran · Italië · Japan · Joegoslavië · Libanon · Liechtenstein · Nederland · Noorwegen · Oostenrijk · Polen · Roemenië ·  Sovjet-Unie · Spanje · Tsjecho-Slowakije · Turkije · Verenigde Staten · Zuid-Korea · Zweden · Zwitserland